# Republic P-47 Thunderbolt
Chiếc máy bay Mỹ Republic P-47 Thunderbolt, còn được gọi là Jug (cái bình), là một trong những mẫu máy bay tiêm kích một động cơ lớn nhất vào thời kỳ đó. Nó là một trong những máy bay tiêm kích chủ yếu của Không lực Mỹ trong Thế Chiến II. Mặc dù được thiết kế với mục đích là một máy bay tiêm kích bảo vệ các pháo đài bay Boeing B-17 trước các cuộc tấn công của Luftwaffe trong các cuộc ném bom tầm xa nhưng P-47 lại chứng minh nó phù hợp hơn trong vai trò tấn công mặt đất. Chiếc máy bay hiện đại có vai trò tương tự hiện nay, chiếc A-10 Thunderbolt II, đã sử dụng tên gọi lấy từ chiếc P-47. Chiếc Thunderbolt cũng phục vụ trong một số Không lực của các nước khác trong Khối Đồng Minh (chủ yếu là Vương quốc Anh và Brasil).

## Thiết kế và phát triển
Chiếc P-47 Thunderbolt là sản phẩm của hai người nhập cư người Gruzia, Alexander de Seversky và Alexander Kartveli, đã rời bỏ quê hương của họ nhằm trốn thoát chính quyền Xô Viết.

### P-43 Lancer / XP-47B

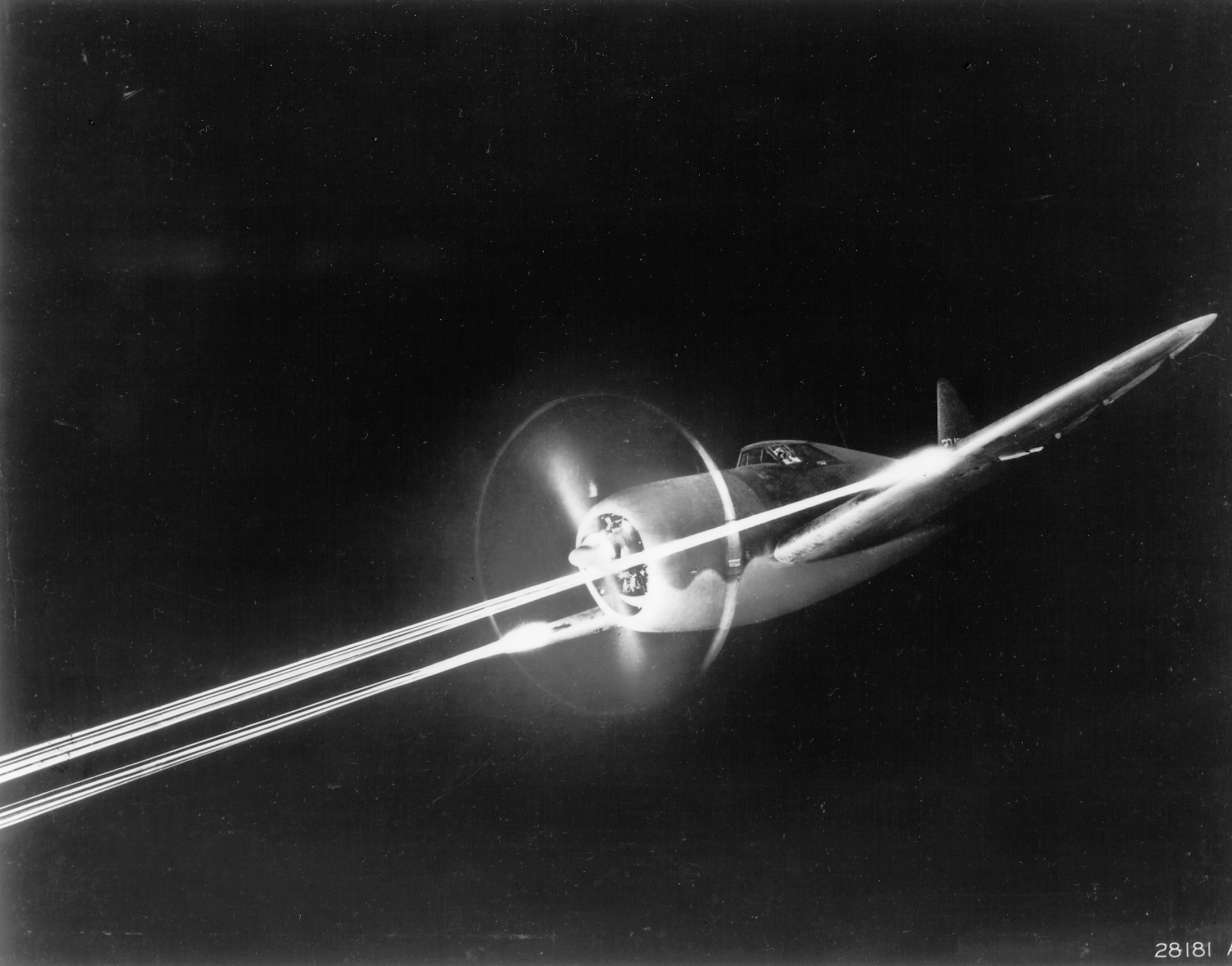
P-47 khai hỏa những khẩu súng máy M2 của nó trong thực tập bắn đêm.

Năm 1939, hãng Republic Aviation thiết kế một kiểu trình diễn AP-4 trang bị động cơ bố trí hình tròn Pratt & Whitney R-1830 với một bộ turbo tăng áp gắn dưới bụng. Kết quả là chiếc P-43 Lancer ra đời nhưng chỉ được sản xuất hạn chế, nên Republic tiếp tục làm việc trên một kiểu cải tiến P-44 Rocket với một động cơ mạnh mẽ hơn, cũng như trên một kiểu máy bay tiêm kích đặt tên là AP-10. Chiếc sau này là một chiếc máy bay nhẹ trang bị động cơ làm mát bằng nước Allison V-1710 V-12 và trang bị vũ khí là một cặp súng máy M2 Browning 12,7 mm (0,50 in). Không lực Lục quân Hoa Kỳ hậu thuẫn cho kế hoạch này và đặt tên cho nó là XP-47.
Khi chiến tranh tại châu Âu leo thang vào mùa xuân năm 1940, Không lực Mỹ và Republic kết luận rằng cả XP-44 và XP-47 đều yếu kém hơn so với những máy bay tiêm kích của Đức. Republic đã cố gắng không thành công trong việc cải tiến kiểu thiết kế XP-47A đề nghị. Alexander Kartveli sau đó tiến đến ý tưởng một chiếc máy bay tiêm kích hoàn toàn mới lớn hơn nhiều và đề nghị cho Không lực Mỹ vào tháng 6 năm 1940. Không lực đã đặt hàng một chiếc nguyên mẫu vào tháng 9 và đặt tên là XP-47B. Kiểu XP-47A, vốn trở nên không có điểm nào chung với thiết kế mới, được hủy bỏ.
Chiếc XP-47B có cấu trúc toàn bằng kim loại (ngoại trừ các bề mặt điều khiển trên đuôi được phủ vải) và cánh dạng elip. Buồng lái khá rộng rãi và ghế ngồi của phi công rất thoải mái, giống như một "ghế bành" như một phi công sau này mô tả. Phi công cũng được cung cấp mọi tiện nghi, bao gồm buồng lái được điều hòa không khí. Nóc buồng lái được mở lên trên. Các thùng nhiên liệu tự hàn kín chính và phụ được bố trí bên dưới buồng lái, cung cấp tổng cộng trữ lượng nhiên liệu là 1.155 L (305 US gallon).

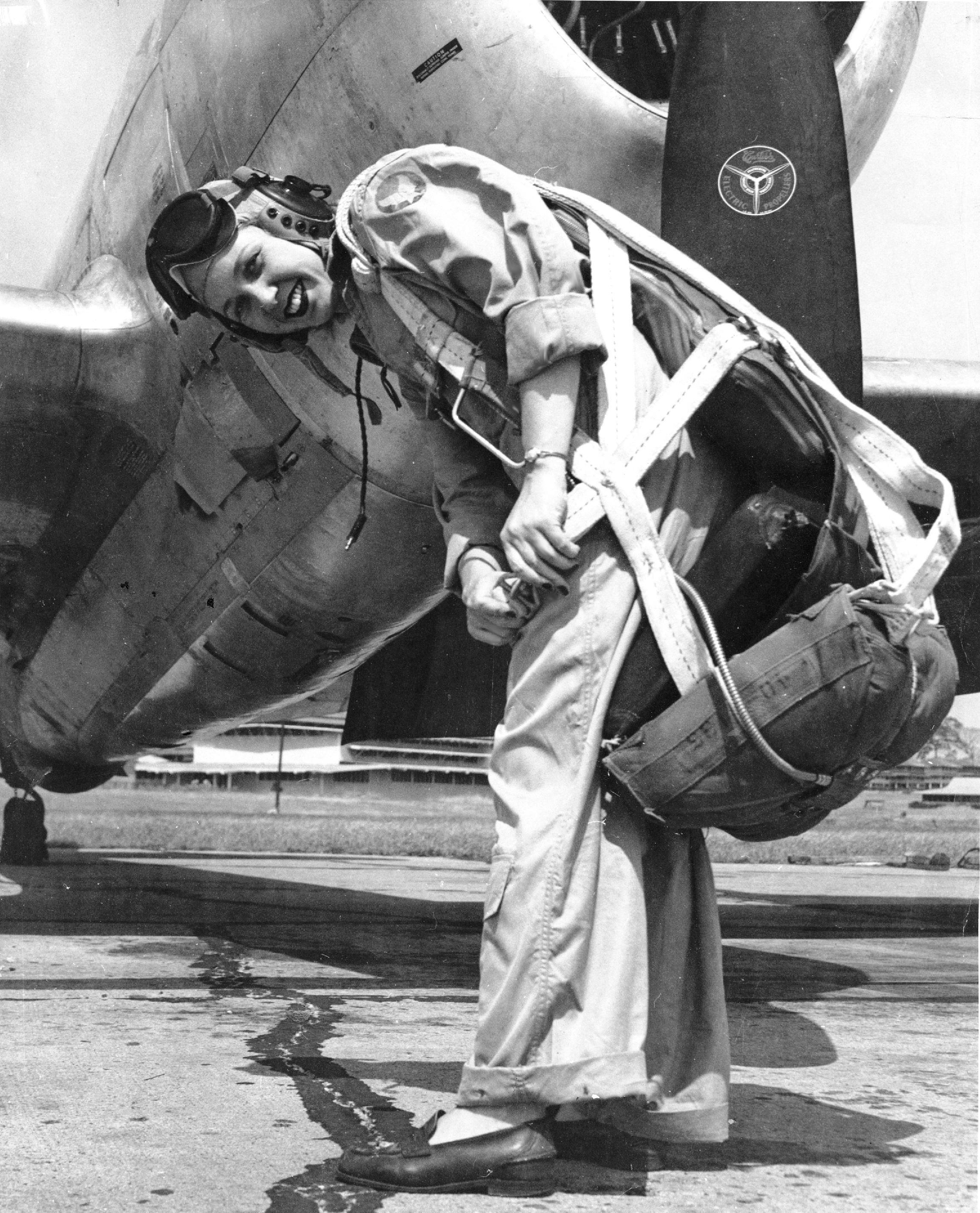
Phi công Deanie Parish thuộc đơn vị Nữ phi công phục vụ Không lực (WASP) tại Căn cứ Không lực Tyndall, Florida, đầu những năm 1940 trước chiếc P-47 đời đầu.

Động lực được cung cấp bởi một động cơ Pratt & Whitney R-2800 Double Wasp 18-xy lanh bố trí hình tròn thành hai hàng, làm mát bằng không khí, cung cấp công suất 2.000 mã lực (1.500 kW) và xoay một bộ cánh quạt Curtiss Electric bốn cánh có tốc độ không đổi đường kính 3,7 m (146 in). Việc mất một chiếc nguyên mẫu AP-4 do lỗi cháy động cơ đã khiến phải chấm dứt những thử nghiệm của Kartveli về một kiểu nắp máy bó chặt, nên động cơ được đặt trong nắp lớn mở ra phía trước có dạng "đai cổ ngựa". Nắp máy sẽ hút không khí làm mát cho động cơ, các bộ tản nhiệt dầu động cơ bên phải và bên trái, và tản nhiệt làm mát khí nạp của bộ turbo siêu tăng áp. Khí xả của động cơ được dẫn qua một cặp ống xả chạy dọc theo buồng lái đến vận hành bộ turbo tăng áp đặt ở cuối thân khoảng giữa buồng lái và đuôi máy bay. Ở công suất động cơ tối đa, các ống xả đỏ rực ở đầu trước và turbin quay ở tốc độ 60.000 vòng mỗi phút. Hệ thống turbo siêu tăng áp cùng các ống xả làm cho chiếc XP-47B có thân sâu, và cánh được gắn vào thân ở vị trí tương đối cao. Đây là cả một vấn đề vì đòi hỏi bộ càng đáp dài tạo đủ khoảng sáng cho bộ cánh quạt. Để giảm kích thước và trọng lượng của bộ càng đáp dài, nó được gắn một cơ chế tài tình có thể kéo dài ra thêm 23 cm (9 in) khi hạ cánh.
XP-47B là một máy bay rất lớn vào thời đó với trọng lượng rỗng lên đến 4.490 kg (9.900 lb), hoặc 65% nặng hơn chiếc YP-43. Kartveli được cho là đã nhận xét: "Nó sẽ là một con khủng long, nhưng là một con khủng long có sự cân xứng tốt." Trang bị vũ khí bao gồm tám khẩu súng máy 0,50 in, bốn khẩu trên mỗi cánh. Các khẩu súng được xếp thành tầng để được nạp đạn từ những hộp tiếp đạn xếp cạnh nhau, mỗi hộp chứa 350 viên đạn. Cho dù người Anh đã sở hữu những chiếc máy bay tiêm kích có tám súng máy như Hurricane và Spitfire, chúng sử dụng những súng máy có cỡ nòng nhỏ hơn 7,7 mm (0,303 in).
Chiếc XP-47B bay chuyến bay đầu tiên ngày 6 tháng 5 năm 1941 do phi công Lowry P. Brabham cầm lái. Mặc dù còn có những vấn đề nhỏ, ví dụ như có khói trong buồng lái mà sau đó được biết là do rò rỉ dầu, chiếc máy bay tỏ ra khá ấn tượng trong những thử nghiệm đầu tiên. Nó sau đó bị mất trong một tai nạn vào tháng 8 năm 1942.

### P-47B / P-47C / XP-47E / XP-47F

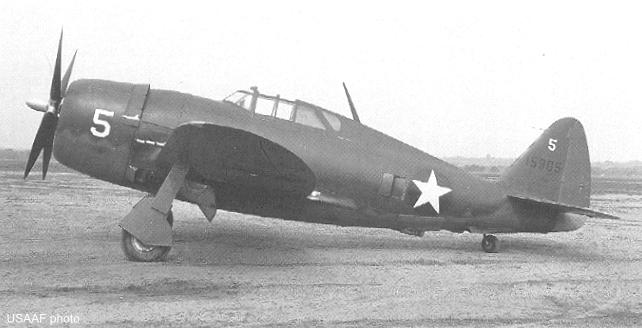
Chiếc P-47B.

Chiếc XP-47B đem đến cho Không lực Lục quân Hoa Kỳ vừa mới thành lập lý do cho cả lạc quan lẫn e ngại. Trong khi nó có tính năng bay và trang bị vũ khí tốt, chiếc XP-47B vẫn còn có những vấn đề khi hoạt động.
Kích thước và sức mạnh đáng kể của nó là một thách thức khi cất cánh vì đòi hỏi đường băng dài hơn. Có những vấn đề với nóc buồng lái bị kẹt, với các khẩu súng, với hệ thống nhiên liệu, và với việc lắp đặt động cơ. Ở độ cao, hệ thống đánh lửa bị chạm mạch, và áp lực đặt lên các bề mặt kiểm soát máy bay trở nên không chấp nhận được, làm cho các cánh tà bị khóa chặt. Các bề mặt kiểm soát bay được phủ vải cũng có xu hướng bị nứt rách ở độ cao do không khí bị nhốt ở giữa chúng.
Republic tiếp cận các vấn đề trên, đưa ra một nóc buồng lái dạng trượt có thể bật ra trong trường hợp khẩn cấp, một hệ thống đánh lửa dưới áp lực, và các bề mặt kiểm soát bay mới toàn bằng kim loại. Trong khi các kỹ sư nhiệt tình làm việc cho con "khủng long" của họ có thể bay tốt, Không lực đặt hàng 171 chiếc P-47B. Một chiếc P-47B nguyên mẫu được giao hàng vào tháng 12 năm 1941, và một chiếc nguyên mẫu sản xuất tiếp nối theo vào tháng 3 năm 1942, và chiếc sản xuất hằng loạt đầu tiên vào tháng 5. Republic tiếp tục cải tiến thiết kế trong khi chiếc P-47B được sản xuất, và cho dù tất cả những chiếc P-47B đều có nóc buồng lái dạng trượt và một bộ điều hòa turbo siêu tăng áp General Electric mới dành cho động cơ R-2800-21, những tính năng như các bề mặt kiểm soát bay toàn kim loại không phải là tiêu chuẩn ngay từ đầu. Một cải tiến độc đáo cho chiếc P-47B là cột ăn-ten radio phía sau buồng lái được gắn xiên về phía trước nhằm giữ cho chiều dài nguyên thủy của dây ăn-ten không đổi cho dù có kiểu nóc buồng lái dạng trượt.
Chiếc P-47B không chỉ dẫn đến sự phát triển chiếc P-47C nhưng còn đến một số phiên bản "chiếc một". Một chiếc phiên bản trinh sát hình ảnh duy nhất được chế tạo và đặt tên là RP-47B. Vào tháng 9 năm 1942, chiếc P-47B thứ 171 và là chiếc cuối cùng (số hiệu 41-6065) cũng được sử dụng dưới tên gọi XP-47E như là một nền tảng thử nghiệm nhằm đánh giá kiểu động cơ R-2800-59, một kiểu buồng lái có điều áp với nóc lật, và sau này là một kiểu cánh quạt mới Hamilton Standard. Những kế hoạch cho sản xuất bị hủy bỏ sau khi có sự nhấn mạnh đến các chiến dịch ở tầm thấp tại châu Âu. Lưu trữ ngày 9 tháng 12 năm 2007 tại Wayback Machine Một chiếc P-47B khác sau này được gắn kiểu cánh laminar flow mới nhằm tìm kiếm tính năng bay tốt hơn và được đặt tên là XP-47F.

## Lịch sử hoạt động
Việc giao hàng những chiếc Thunderbolt đầu tiên cho Không lực Mỹ là cho Không đoàn Tiêm kích 56 đặt căn cứ tại Long Island. Không đoàn 56 hoạt động như một đơn vị thử nghiệm thực tế kiểu máy bay tiêm kích mới. Vẫn tiếp tục có những vấn đề. Một phi công thử nghiệm của Republic thiệt mạng cùng một chiếc P-47B sản xuất ban đầu khi nó mất điều khiển trong lúc bổ nhào, và tai nạn xảy ra do hỏng cấu trúc đuôi. Việc áp dụng các bề mặt kiểm soát bay toàn bằng kim loại và các thay đổi khác đã sửa chữa được các vấn đề này. Cho dù có những vấn đề đó, Không lực Mỹ có đủ sự quan tâm đến kiểu máy bay này nên đặt hàng thêm 602 chiếc P-47C phiên bản hoàn thiện hơn được giao hàng lần đầu tiên vào tháng 9 năm 1942.
Bắt đầu từ tháng 1 năm 1943, máy bay tiêm kích Thunderbolt được gửi đến sân bay hỗn hợp Không lực-dân sự Millville tại Millville, New Jersey để được huấn luyện cho các phi công dân sự và quân sự.

### P-47C
Có bản chất tương tự như chiếc P-47B, những chiếc P-47C đầu tiên có bề mặt kiểm soát bay được gia cố toàn bằng kim loại, một bộ điều hòa turbo siêu tăng áp GE và một cột ăn-ten ngắn thẳng đứng. Sau khi sản xuất khối đầu tiên 57 máy bay P-47C, việc sản xuất chuyển sang tiểu biến thể P-47C-1, có khung thân được kéo dài thêm 200 mm (8 in) phía trước buồng lái để khắc phục những vấn đề do trọng tâm máy bay, dễ dàng bảo trì động cơ và cho phép gắn các kiểu động cơ khác. Cũng có một số các thay đổi khác, như bố trí lại lỗ thoát cho bộ tản nhiệt dầu động cơ, các sửa chữa phanh, bộ càng đáp và hệ thống điện cũng như thiết kế lại sự cân bằng bánh lái và bánh lái độ cao. Khối 55 chiếc P-47C-1 được tiếp nối bằng 128 chiếc P-47C-2 có đế giữa thân với các còng mang được một bom 227 kg (500 pound) hay một thùng nhiên liệu phụ 758 L (200 US gallon) phù hợp với mặt dưới thân máy bay. Kiểu P-47C được sản xuất chủ yếu là tiểu biến thể P-47C-5 có ăn-ten dây loại mới và kiểu động cơ R-2800-59 có phun hỗn hợp nước-methanol với công suất ở chế độ chiến đấu khẩn cấp lên đến 2.300 mã lực (1.700 kW). Với việc áp dụng thùng nhiên liệu phụ vứt được có áp lực, chiếc P-47C có khả năng tăng tầm bay xa trong các phi vụ bắt đầu từ ngày 30 tháng 7 năm 1943.

### P-47 đưa vào hoạt động

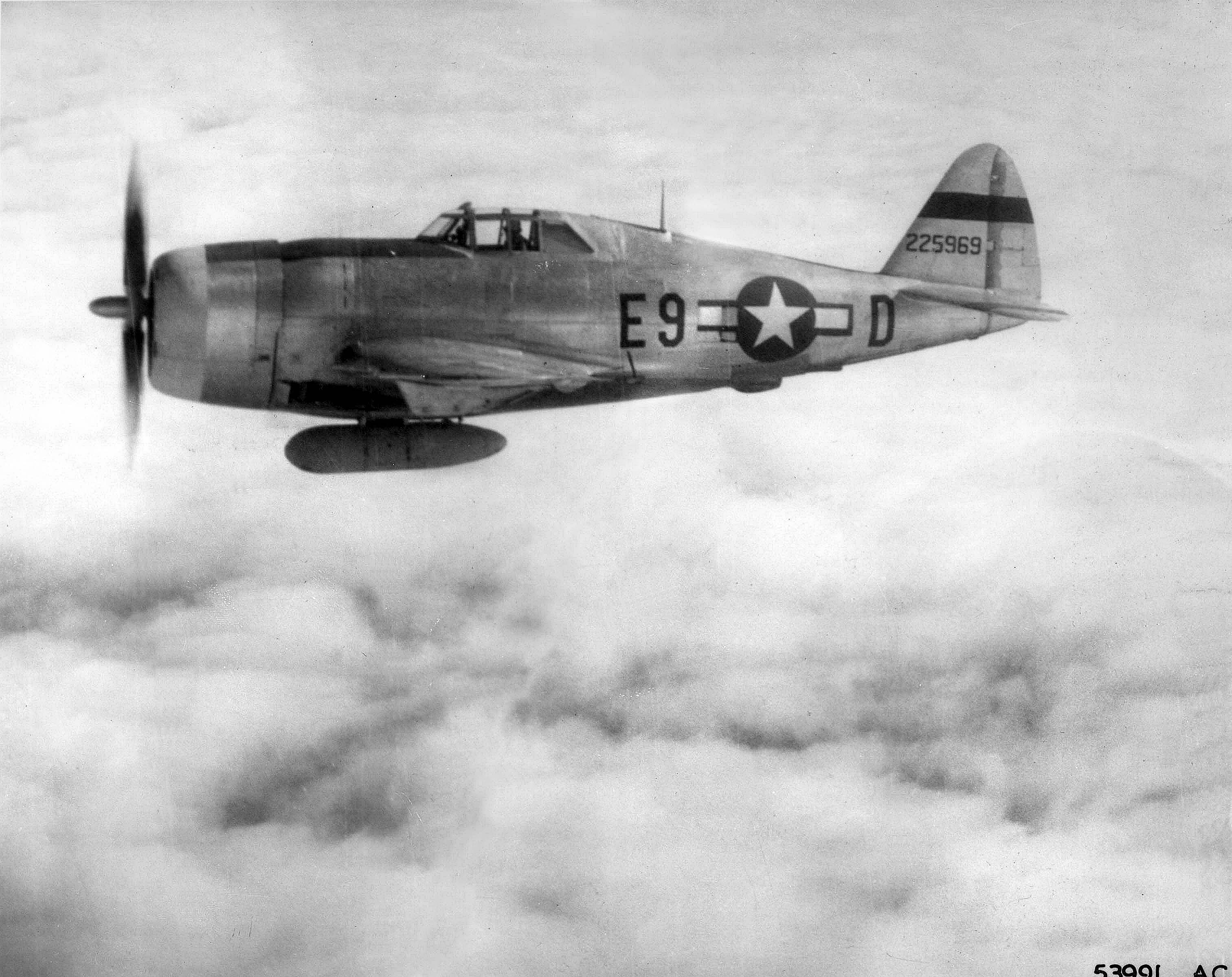
P-47 bay trên bầu trời châu Âu.

P-47C được gửi đến Anh Quốc tham gia chiến đấu trong các chiến dịch từ cuối năm 1942. Không đoàn Tiêm kích 56 được gửi ra nước ngoài để gia nhập Không lực 8, nơi mà Không đoàn 4 và Không đoàn 78 được trang bị Thunderbolt không lâu sau đó. Không đoàn 4 được xây dựng chung quanh một hạt nhân gồm các phi công Mỹ nhiều kinh nghiệm, những phi công tình nguyện từng phục vụ trong Không quân Hoàng gia Anh trong giai đoạn 1941-1942 trong các Phi đội Đại bàng và đã từng lái chiếc Spitfire cho đến tháng 1 năm 1943. Không đoàn 78, trước đây sử dụng P-38 Lightning, bắt đầu chuyển sang sử dụng P-47 từ tháng 1 năm 1943. Bình luận về kích thước của chiếc P-47, phi công Anh đùa rằng một phi công Thunderbolt có thể tự bảo vệ mình khỏi một chiếc máy bay tiêm kích Đức bằng cách chạy quanh và ẩn náu trong thân máy bay. Một số người Anh phỏng đoán là tên lóng Mỹ "Jug" của chiếc P-47 là cách gọi tắt của từ "Juggernaut" khủng khiếp và bắt đầu sử dụng từ dài hơn này như một tên lóng thay thế. Một tên lóng kháccũng được dùng cho chiếc Thunderbolt là "T-bolt".
Phi vụ chiến đấu đầu tiên của P-47 diễn ra vào ngày 10 tháng 3 năm 1943 khi 4 thực hiện xuất kích chiến đấu tại Pháp. Phi vụ bị thất bại do hỏng hóc radio. Tất cả những chiếc P-47 được trang bị lại bằng thiết bị radio của Anh, và các phi vụ được tái tục vào ngày 8 tháng 4. Cuộc không chiến đầu tiên của P-47 xảy ra ngày 15 tháng 4 khi Thiếu tá Don Blakeslee thuộc Không đoàn 4 ghi được chiến công không chiến đầu tiên của chiếc Thunderbolt. Vào ngày 17 tháng 8, P-47 thực hiện các phi vụ hộ tống quy mô lớn đầu tiên, hỗ trợ máy bay ném bom B-17 xâm nhập và rút lui trong vụ không kích Schweinfurt-Regensburg, bắn rơi được 19 máy bay đối phương và bị thiệt hại ba chiếc.
Đến mùa Hè năm 1943, những chiếc "Jug" cũng bắt đầu phục vụ trong Không lực 12 tại Ý, và chúng cũng chiến đấu chống quân Nhật tại Thái Bình Dương cùng Không đoàn 348, thực hiện các phi vụ hộ tống từ Brisbane, Queensland|, Australia.

### P-47D / P-47G / XP-47K / XP-47L

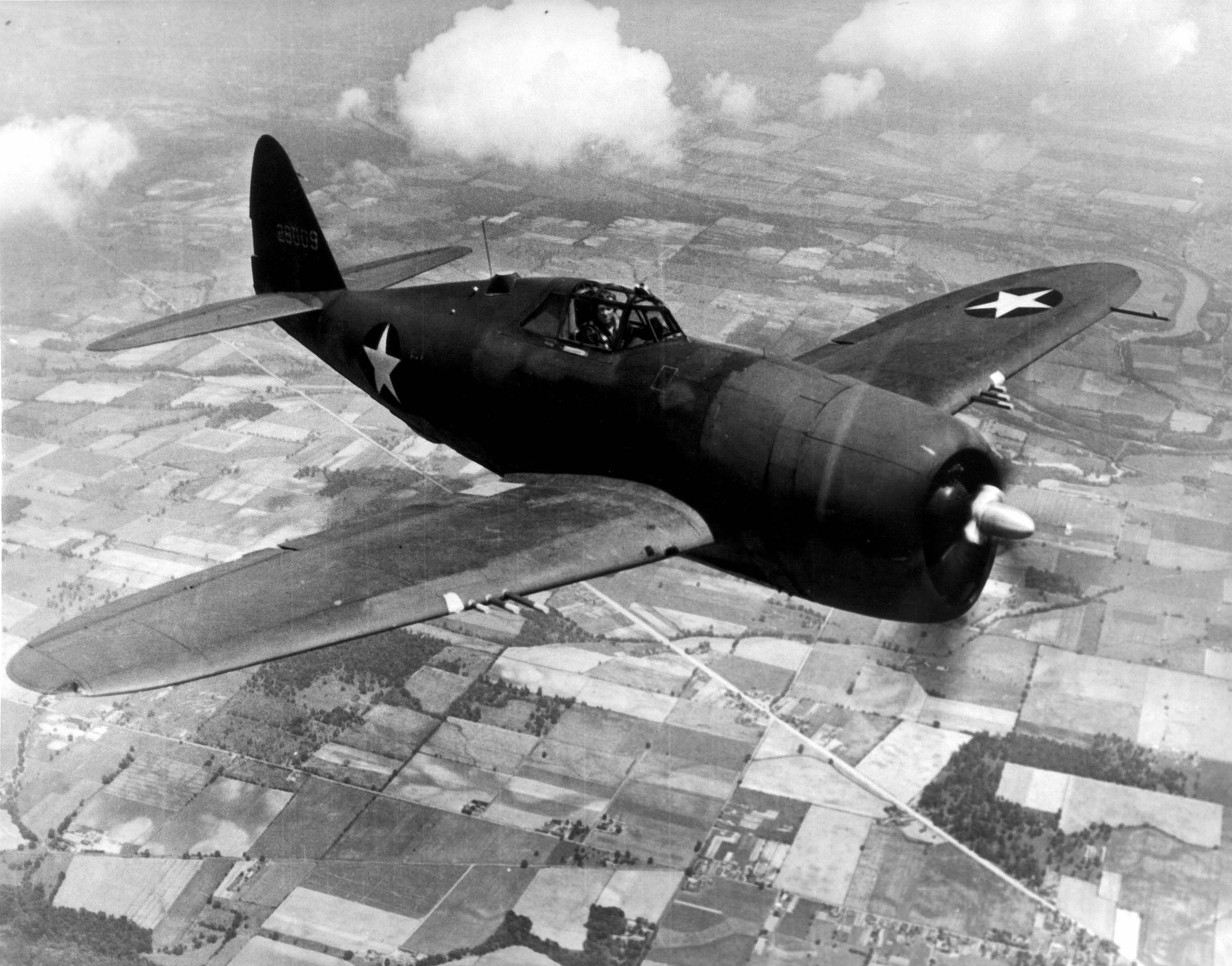
Chiếc Republic P-47D Thunderbolt, tên lóng "Jug"; trong Thế Chiến II, nó phục vụ trên mọi chiến trường và với không quân của nhiều nước Đồng Minh.

Việc tinh chỉnh chiếc Thunderbolt vẫn tiếp tục, dẫn đến phiên bản cuối cùng P-47D, mà đã có tổng cộng 12.602 chiếc được chế tạo. Kiểu "D" trong thực tế bao gồm một loạt các khối sản xuất tiến hóa dần dần, mà chiếc được sản xuất của khối cuối cùng có hình dạng khác xa khối đầu tiên.
Những chiếc P-47D đầu tiên trong thực tế giống hệt kiểu P-47C. Republic đã không thể sản xuất chiếc Thunderbolt đủ nhanh tại nhà máy Farmingdale của họ tại Long Island, nên một nhà máy mới được xây dựng tại Evansville, Indiana. Nhà máy Evansville đã chế tạo tổng cộng 110 chiếc P-47D, vốn hoàn toàn giống hệt chiếc P-47C-2. Máy bay từ Farmingdale được nhận diện bằng ký hiệu cuối "-RE" sau số khối sản xuất, trong khi những chiếc từ Evansville mang ký hiệu cuối "-RA".
Các khối từ P-47D-1 đến P-47D-6, P-47D-10 và P-47D-11 nối tiếp nhau tích hợp các thay đổi như bổ sung các cửa nắp làm mát động cơ chung quanh phía sau nắp động cơ để làm giảm việc động cơ quá nóng thấy được ngoài chiến trường. Động cơ và các hệ thống của nó được tinh chỉnh, cũng như các hệ thống nhiên liệu, dầu động cơ và thủy lực. Vỏ giáp bảo vệ phi công cũng được tăng cường.
Khối P-47D-15 được sản xuất nhằm đáp ứng những yêu cầu của các đơn vị chiến đấu muốn tăng tầm bay xa. Trữ lượng nhiên liệu bên trong được tăng lên 1.421 L (375 US gallon) và những đế gắn bom dưới cánh là đế "ướt" (trang bị hệ thống bơm nhiên liệu), cho phép gắn dưới cánh các thùng nhiên liệu phụ vứt được có áp lực nhờ sử dụng khí thải, bổ sung thêm do thùng nhiên liệu bên dưới bụng. Năm kiểu thùng nhiên liệu phụ được gắn trên chiếc Thunderbolt khi phục vụ: 
- Thùng thích ứng vứt được 758 L (200 US gallon) dạng ống làm bằng giấy, thường chạm đất trên các sân bay bằng cỏ, được sử dụng như là giải pháp tạm thời từ ngày 30 tháng 7 đến ngày 31 tháng 8 năm 1943;
- Thùng vứt được 284 L (75 US gallon) bằng thép dạng giọt nước, được sản xuất cho chiếc P-39, được trang bị cho chiếc P-47 từ ngày 31 tháng 8 năm 1943, ban đầu được mang bằng một còng dưới bụng nhưng được sử dụng thành cặp dưới cánh từ năm 1944;
- Thùng vứt được 409 L (108 gallon) hình trụ làm bằng giấy, theo thiết kế và sản xuất của Anh, được sử dụng dưới bụng từ tháng 9 năm 1943 và dưới cánh từ tháng 4 năm 1944;
- Thùng vứt được 568 L (150 US gallon) bằng thép, ban đầu được sử dụng dưới bụng từ ngày 20 tháng 2 năm 1944, và dưới cánh từ 22 tháng 5 năm 1944;
- Thùng dưới bụng 810 L (215 US gallon) bằng thép dạng rộng và phẳng, được Bộ chỉ huy Dịch vụ VIII phát triển, cho phép tháo bỏ các đế dưới cánh vốn làm giảm bớt tính năng bay, được sử dụng lần đầu tiên vào tháng 2 năm 1945.

Những thùng nhiên liệu làm bằng giấy ép nhựa không thể chứa nhiên liệu trong một khoảng thời gian kéo dài, nhưng chúng hoạt động khá tốt trong thời gian đủ cho một phi vụ duy nhất. Những thùng nhiên liệu này rẻ tiền, nhẹ cân, và trở nên vô dụng cho đối phương nếu được tìm thấy sau khi vứt bỏ. Không chỉ chúng bị vỡ ra, mà chúng còn không cung cấp cho đối phương những nguyên liệu tái sử dụng được cho những nỗ lực chiến tranh của họ. Với trữ lượng nhiên liệu gia tăng, chiếc P-47 giờ đây có thể thực hiện những phi vụ hộ tống sâu vào lãnh thổ đối phương. Một khuyết điểm khi sử dụng chúng là các máy bay tiêm kích không thể hạ cánh với những thùng nhiên liệu đó vì nguy cơ bị vỡ và nổ. Những máy bay tiêm kích được gọi quay trở về trong các phi vụ hay không vứt bỏ thùng nhiện liệu vì một lý do nào đó được yêu cầu vứt các thùng nhiên liệu giấy vào một khu vực "rác" được chỉ định tại sân bay của họ, gây hậu quả lãng phí mất đi số nhiên liệu máy bay.
Các khối sản xuất P-47D-16, D-20, D-22 và D-23 đều tương tự như P-47D-15 với những cải tiến nhỏ về hệ thống nhiên liệu, các thành phần động cơ, một nóc buồng lái vứt được và kính chắn gió chống được đạn. Bắt đầu với máy bay thuộc khối sản xuất 22, kiểu cánh quạt Curtiss bản hẹp nguyên thủy được thay bằng các kiểu có cánh lớn hơn, nhà máy tại Evansville chuyển sang kiểu cánh quạt mới của Curtiss có đường kính 3,96 m (13 ft) trong khi nhà máy Long Island dùng kiểu cánh quạt Hamilton Standard có đường kính đến 4,01 m (13 ft 2 in). Với kiểu cánh quạt lớn hơn làm khoảng cách đối với mặt đất chỉ còn sáu inch, phi Thunderbolt phải học cách cẩn thận khi cất cánh phải giữ cho đuôi máy bay thấp cho đến khi họ đạt được khoảng cách đối với mặt đất đủ lớn, và khi hạ cánh để giữ mũi máy bay ngóc cao. Thất bại trong việc này sẽ làm hư hại cả cánh quạt lẫn đường băng.
Ngay cả khi hai nhà máy của Republic cùng cho ra những chiếc P-47, Không lực Mỹ vẫn không có đủ nhiều những chiếc Thunderbolt như họ cần, nên kết quả là một sự dàn xếp được thực hiện với hãng Curtiss để chế tạo chiếc máy bay theo giấy phép nhượng quyền tại một nhà máy của họ ở Buffalo, New York. Đa số những chiếc Thunderbolt Curtiss được dự định để sử dụng trong huấn luyện bay nâng cao. Tất cả những máy bay của Curtiss đều được đặt tên là P-47G với một đuôi "-CU" được sử dụng để phân biệt với các nơi sản xuất khác. Chiếc P-47G đầu tiên hoàn toàn giống phiên bản P-47C, chiếc P-47G-1 tương tự với P-47C-1, trong khi các tiểu biến thể tiếp theo P-47G-5, P-47G-10, và P-47G-15 tương đương với các kiểu P-47D-1, P-47D-5 và P-47D-10 tương ứng. Có hai chiếc P-47G-15 được chế tạo với buồng lái được kéo dài ra phía trước quá mép trước cánh để cung cấp hai chỗ ngồi trước sau, đặt tên là TP-47G. Chỗ ngồi thứ hai có được nhờ thay thế một thùng nhiên liệu chính bên trong nhỏ hơn. Chiếc "Doublebolt" không được đưa vào sản xuất hằng loạt, nhưng những cải tiến tương tự được thực hiện ngoài mặt trận trên những kiểu P-47 cũ hơn, được sử dụng tại các phi đội như những máy bay "hacks" (máy bay sử dụng linh tinh). Curtiss đã chế tạo tổng cộng 354 chiếc P-47G.

### P-47 có nóc buồng lái bọt nước

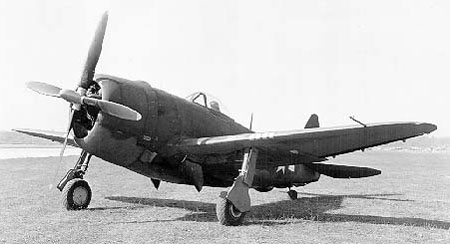
Chiếc Republic XP-47K (số hiệu 42-8702).

Mọi chiếc P-47 cho đến thời điểm này đều có cấu hình nóc buồng lái kiểu "lưng dao cạo" với một sống lưng cao phía sau phi công làm cho tầm nhìn về phía sau rất kém. Người Anh cũng gặp phải vấn đề này với những chiếc máy bay tiêm kích của họ, và đã nghĩ ra kiểu buồng lái "nóc Malcolm" phình ra cho chiếc Spitfire như là một giải pháp trước mắt. Nó được trang bị ngoài mặt trận cho nhiều chiếc North American P-51 Mustang và một vài chiếc P-47D. Tuy nhiên, người Anh sau đó đi đến một giải pháp tốt hơn, chế ra một kiểu nóc buồng lái nhìn được mọi phía kiểu "bọt nước" cho chiếc máy bay tiêm kích Hawker Typhoon. Các viên chức Không lực Mỹ ưa chuộng kiểu nóc buồng lái bọt nước này, và nhanh chóng áp dụng nó cho các kiểu máy bay tiêm kích Mỹ, bao gồm P-51 và Thunderbolt. Chiếc P-47 đầu tiên trang bị nóc buồng lái bọt nước là một chiếc P-47D-5 được cải biến hoàn tất vào mùa Hè năm 1943 và được đặt tên là XP-47K. Một chiếc P-47D cũ hơn cũng được cải tiến để gia tăng trữ lượng nhiên liệu bên trong máy bay lên 1.402 L (370 US gallon) và được đặt tên là XP-47L. Thiết kế nóc buồng lái bọt nước và tăng trữ lượng nhiên liệu được áp dụng vào sản xuất đồng thời trong khối sản xuất P-47D-25 (thay vì cấp cho nó một tên phiên bản mới). Chiếc đầu tiên được giao đến các đơn vị chiến đấu vào tháng 5 năm 1944.
Nó được tiếp nối bằng những phiên bản có nóc buồng lái dạng bọt nước tương tự, bao gồm các kiểu P-47D-26, D-27, D-28 và D-30. Các cải tiến được bổ sung vào những loạt này bao gồm động cơ được tinh chỉnh, trữ lượng nhiên liệu bên trong nhiều hơn, và việc bổ sung các cánh nắp để phục hồi khi bổ nhào. Việc cắt bỏ bớt phía trên thân sau để trang bị kiểu nóc buồng lái bọt nước đã tạo ra sự mất ổn định hướng, và tiểu phiên bản P-47D-40 đưa ra một vây đuôi kéo dài dưới dạng một hình tam giác hẹp kéo dài từ cánh đuôi đứng đến ăn-ten radio. Chiếc vây đuôi được trang bị ngược lại cho những phiên bản P-47D có nóc buồng lái bọt nước trước đây. Phiên bản P-47D-40 cũng có mười đế gắn rocket 127 mm (5 inch) HVAR (High Velocity Aerial Rocket) cũng như là máy tính ngắm ném bom K-14 kiểu mới. Thiết bị này là bản sao được chế tạo theo giấy phép của kiểu thiết bị ngắm con quay Ferranti GGS Mark IID Anh Quốc, cho phép phi công xoay góc và khoảng cách đến mục tiêu, để có thể di chuyển tiêu điểm ngắm bù vào độ chệch hướng cần có.
Những chiếc P-47 có nóc buồng lái dạng bọt nước được các phi công ngoài chiến trường gọi tên lóng là "Superbolts".

### P-47 như một máy bay tiêm kích-ném bom

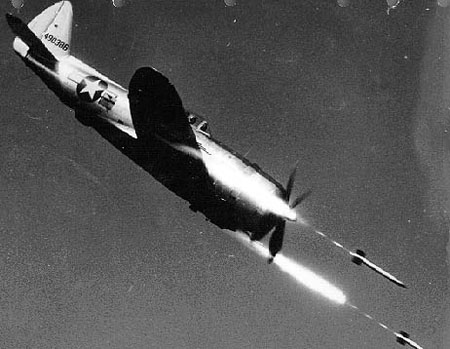
Chiếc Republic P-47D-40-RE số hiệu 44-90386 đang phóng rocket.

Đến năm 1944, chiếc Thunderbolt hoạt động chiến đấu cùng Không lực Mỹ trên tất cả các mặt trận ngoại trừ Trận chiến quần đảo Aleutian. Với sự gia tăng trữ lượng nhiên liệu khi kiểu máy bay này được hoàn thiện, tầm bay xa trong các phi vụ hộ tống tại châu Âu tăng lên đều đặn cho đến khi chiếc P-47 có thể hộ tống những chiếc máy bay ném bom suốt chặng đường không kích vào nước Đức. Trên đường quay trở ra, phi công thường bắn phá các mục tiêu dưới đất tùy theo cơ hội, và cũng được sử dụng đế gắn dưới bụng để mang bom trong các phi vụ tầm ngắn, đã đưa đến việc nhận thức chiếc P-47 có khả năng thực hiện vai trò kép trong các phi vụ hộ tống như là một chiếc máy bay tiêm kích-ném bom. Ngay cả với hệ thống turbo siêu tăng áp phức tạp của nó, nó vẫn chịu đựng được nhiều tổn hại, và tám khẩu súng máy của nó có thể gây hư hại đáng kể cho những mục tiêu có vỏ giáp yếu. Chiếc P-47 dần dần trở thành kiểu máy bay tiêm kích-ném bom tốt nhất của Không lực Mỹ, có khả năng mang 227 kg (500 lb) bom, bộ phóng ba ống rocket M-8 115 mm (4,5 inch), và sau này là rocket HVAR. Từ lúc bắt đầu tấn công châu Âu vào ngày 6 tháng 6 năm 1944 cho đến ngày chiến thắng 7 tháng 5 năm 1945, Thunderbolt đã tiêu diệt được 86.000 toa tàu hỏa, 9.000 xe cộ, 6.000 xe bọc thép và 68.000 xe tải.
Cho dù chiếc P-51 Mustang đã thay thế chiếc P-47 trong vai trò hộ tống tầm xa tại châu Âu, Thunderbolt vẫn chấm dứt cuộc chiến tranh với thành tích 3.752 chiến công không chiến trong tổng số hơn 746.000 phi vụ các loại đã thực hiện, và chịu tổn thất 3.499 chiếc P-47 do mọi nguyên nhân trong chiến đấu. Tại châu Âu vào giai đoạn ác liệt ba tháng đầu tiên của năm 1944 khi nền công nghiệp hàng không Đức và thủ đô Berlin bị tấn công nặng nề, P-47 đã bắn hạ nhiều máy bay tiêm kích Đức hơn chiếc P-51 (570 chiếc trong tổng số 873), và đã bắn hạ khoảng 900 trong tổng số 1983 máy bay trong sáu tháng đầu năm 1944. Tại châu Âu, Thunderbolt đã bay nhiều phi vụ (423.435) hơn cả số của P-51, P-38 và P-40 cộng lại.
Cho đến cuối cuộc chiến tranh, Liên đội Tiêm kích 56 là đơn vị duy nhất của Không lực 8 còn bay chiếc P-47 vì ưa chuộng nó, thay vì chuyển sang P-51. Đơn vị đã ghi được 665,5 chiến công không chiến và tiêu diệt thêm 311 chiếc dưới mặt đất, với tổn thất là 128 máy bay. Trung tá Francis S. "Gabby" Gabreski ghi được 31 chiến công, bao gồm ba chiếc dưới mặt đất, Đại úy Bob Johnson ghi được 27 chiến công (và một chiến công giả định không thể xác nhận nên một số nguồn cho là 28 chiến công), và chỉ huy Liên đội 56 là Đại tá Hubert Zemke ghi được 17,75 chiến công. Tại Mặt trận Thái Bình Dương, Đại tá Neel E. Kearby thuộc Không lực 5 đã tiêu diệt được 22 máy bay Nhật Bản và đã được tặng thưởng Huân chương Danh Dự vì hành động bắn hạ sáu máy bay tiêm kích địch trong một phi vụ duy nhất. Ông bị bắn rơi và thiệt mạng tại Biak vào tháng 3 năm 1944.

### XP-47H / XP-47J

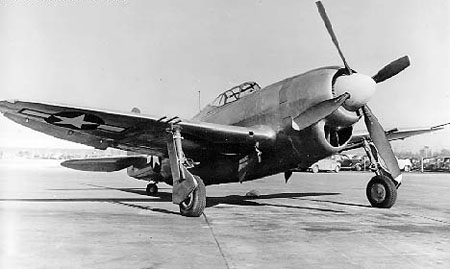
Chiếc nguyên mẫu Republic XP-47J.

Republic đã có nhiều nỗ lực nhằm cải tiến hơn nữa chiếc P-47D:
Hai chiếc nguyên mẫu XP-47H đã được chế tạo. Nó là kiểu thiết kế lại chiếc P-47D "lưng dao cạo" sẵn có nhằm trang bị loại động cơ Chrysler IV-2220-11 làm mát bằng nước 16 xy lanh bố trí hình chữ V ngược. Tuy nhiên, kiểu động cơ lớn thẳng hàng như vậy tỏ ra không có hiệu quả gì đặc biệt.
Chiếc XP-47J được bắt đầu bởi một yêu cầu gửi đến Republic vào tháng 11 năm 1942 về một phiên bản Thunderbolt tính năng cao sử dụng một khung máy bay nhẹ hơn và động cơ được nâng cấp với hệ thống phun nước và quạt làm mát. Kartveli đã thiết kế một chiếc máy bay trang bị động cơ Pratt & Whitney R-2800-57(C) có nắp khá sít sao và chế độ khẩn cấp chiến đấu có công suất 2.800 mã lực (2.090 kW), vũ khí trang bị giảm còn sáu khẩu súng máy 12,7 mm (0,50 inch), cánh mới và nhẹ hơn, và nhiều thay đổi khác. Chiếc nguyên mẫu duy nhất XP-47J bay chuyến bay đầu tiên vào tháng 11 năm 1943. Khi được trang bị bộ turbo siêu tăng áp GE CH-5, chiếc XP-47J đạt được tốc độ tối đa 813 km/h (440 hải lý mỗi giờ, 505 dặm mỗi giờ) khi bay ngang vào tháng 8 năm 1944, làm cho nó trở thành một trong những chiếc máy bay tiêm kích động cơ piston nhanh nhất từng được chế tạo. Tuy nhiên, đến lúc đó Republic đã chuyển sang một thế hệ thiết kế mới, chiếc XP-72.

### P-47M
Chiếc P-47M là một nỗ lực dè dặt hơn nhằm đạt đến một phiên Thunderbolt có tính năng bay tốt hơn. Bốn khung máy bay P-47D-27-RE (số hiệu từ 42-27385 đến 42-27388) được cải biến thành kiểu nguyên mẫu YP-47M bằng cách trang bị loại động cơ R-2800-57(C) và bộ turbo siêu tăng áp GE CH-5. Chiếc YP-47M đạt được tốc độ tối đa 761 km/h (410 hải lý mỗi giờ, 473 dặm mỗi giờ) và nó được đưa vào sản xuất giới hạn với 130 chiếc (đủ số cho một liên đội) được chế tạo. Tuy nhiên, phiên bản này chịu phải những vấn đề ban đầu nghiêm trọng tại mặt trận do động cơ được điều chỉnh cao, và cho đến khi các lỗi được sửa chữa, chiến tranh tại châu Âu đã gần kết thúc. Tất cả 130 chiếc sản xuất được giao đến Liên đội Tiêm kích 56, và đã đạt thành tích bắn rơi trọn bốn chiếc máy bay phản lực trong bảng thành tích của liên đội. 12 chiếc đã bị rơi do tai nạn tại châu Âu cùng liên đội 56 (hai chiếc sau ngày chiến thắng), và hai chiếc khác bị bắn rơi trong chiến đấu (số hiệu 44-21134 vào ngày 13 tháng 4 năm 1945 và 44-21230 vào ngày 16 tháng 4 năm 1945), tất cả đều do hỏa lực mặt đất.

### P-47N

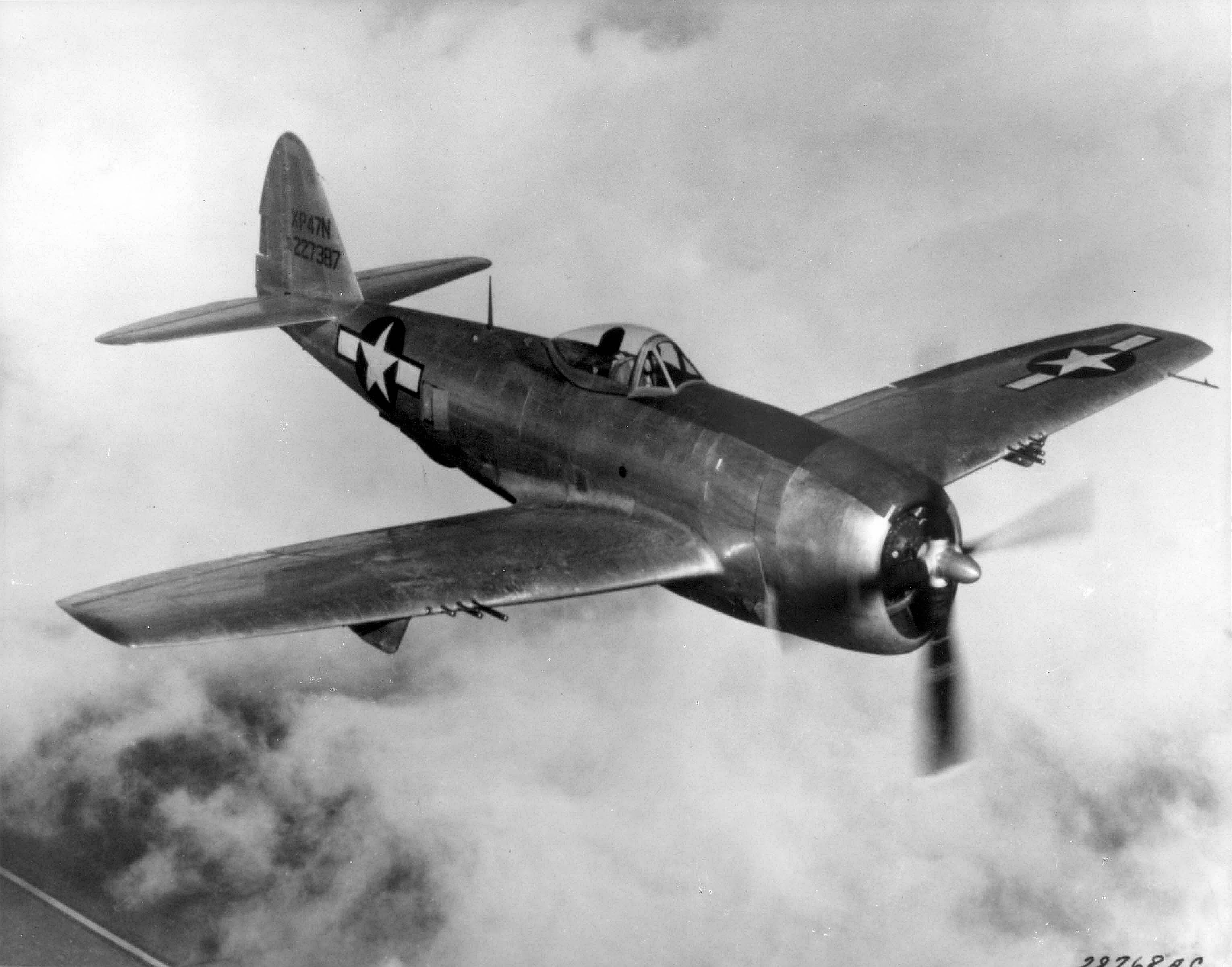
Chiếc Republic P-47N Thunderbolt bay phi vụ chiến đấu đầu tiên tại Tây Âu.

Chiếc P-47N là phiên bản Thunderbolt cuối cùng được sản xuất. Nó được thiết kế như là máy bay tiêm kích hộ tống cho kiểu máy bay ném bom B-29 Superfortress để thực hiện không kích vào các đảo chính quốc Nhật Bản. Việc tăng cường trữ lượng nhiên liệu bên trong và các thùng nhiên liệu phụ vứt được đã đóng góp đáng kể trong việc gia tăng tầm bay xa của chiếc Thunderbolt trong quá trình tiến hóa, và cách duy nhất để gia tăng trữ lượng nhiên liệu là đặt các thùng nhiên liệu lên cánh. Do đó, một kiểu cánh mới được thiết kế với hai thùng nhiên liệu 190 L (50 US gallon). Chiếc nguyên mẫu thứ hai YP-47M trang bbị kiểu cánh này bay lần đầu tiên vào tháng 9 năm 1944. Việc thiết kế lại tỏ ra thành công khi trong việc gia tăng tầm bay xa lên khoảng 3.200 km (2.000 dặm), và đầu chót cánh dạng vuông góc đã giúp cải thiện tốc độ lộn vòng. Chiếc P-47N được đưa vào sản xuất hằng loạt với động cơ được nâng cấp R-2800-77(C), và có tổng cộng 1.816 chiếc được sản xuất. Chiếc Thunderbolt cuối cùng được sản xuất, một chiếc P-47N-25, lăn bánh ra khỏi dây chuyền sản xuất vào tháng 10 năm 1945. Hàng ngàn chiếc khác đã được đặt hàng, nhưng việc sản xuất sau đó được chấm dứt khi chiến tranh kết thúc vào tháng 8. Vào lúc kết thúc sản xuất, chi phí sản xuất một chiếc Thunderbolt là 83.000 Đô la Mỹ vào năm 1945.

### Phục vụ sau chiến tranh
Chiếc P-47 đã phục vụ cho Không lực Lục quân Hoa Kỳ (trở thành Không quân Hoa Kỳ sau năm 1947) cho đến năm 1949, và với Không lực Vệ binh Quốc gia cho đến năm 1953, được đổi thành tên gọi mới F-47 vào năm 1948. P-47 cũng được sử dụng như là máy bay chỉ điểm cho loại máy bay giải cứu như chiếc OA-10 Catalina và Boeing B-17H. Bộ chỉ huy Không quân Chiến lược Không quân Hoa Kỳ đã sử dụng những chiếc P-47 Thunderbolt từ năm 1946 đến năm 1947.
Chiếc F-51 Mustang được Không quân Hoa Kỳ sử dụng trong Chiến tranh Triều Tiên, chủ yếu là trong vai trò hỗ trợ gần mặt đất. Chiếc F-47 đã không được bố trí đến Triều Tiên. Vì chiếc Mustang tỏ ra mong manh và dễ bị bắn rơi, và nhiều chiếc bị mất do hỏa lực pháo phòng không, một số cựu phi công F-47 đã đề nghị gửi những chiếc Thunderbolt bền bỉ hơn sang Triều Tiên, tuy nhiên những chiếc F-51D đang sẵn có với số lượng nhiều trong kho của Không quân/Không lực Vệ binh Quốc gia..
Kiểu máy bay này cũng được cung cấp cho không quân của nhiều nước châu Mỹ La Tinh và một số đã hoạt động cho đến tận những năm 1960. Một số lượng nhỏ P-47 cũng được gửi cho Trung Hoa, Iran, Thổ Nhĩ Kỳ, và Nam Tư.
Có tổng cộng 15.686 chiếc Thunderbolt thuộc mọi phiên bản được sản xuất, làm cho nó trở thành một trong những kiểu máy bay tiêm kích được sản xuất nhiều nhất trong lịch sử. Một số chiếc P-47 còn sống sót cho đến tận hôm nay, và một ít vẫn còn bay được.

### Lái chiếc Thunderbolt
Việc điều khiển chiếc P-47 trên mặt đất quả là một thử thách bị làm nặng thêm bởi momen xoắn của cánh quạt to và mũi máy bay lớn cản trở tầm nhìn khi lăn bánh trên mặt đất. Đội kỹ thuật mặt đất đôi khi phải ngồi trên cánh và ra hiệu bằng tay hướng dẫn cho phi công. Trọng lượng nặng khiến đường băng cất cánh phải kéo dài, và khi đã ở trên không, chiếc P-47 không thật cơ động, cho dù nó trở nên nhanh nhẹn hơn so với đa số các máy bay tiêm kích khác ở tầm cao. Một phi công lái Thunderbolt từng so sánh nó như là lái một chếc bồn tắm vòng quanh bầu trời. Nó có được tốc độ lộn vòng, tốc độ lên cao và tốc độ bổ nhào tốt. Việc chiến thắng trong không chiến phụ thuộc vào việc áp dụng chiến thuật "bổ nhào và vọt" giữ lại năng lượng. Ở mặt tích cực, chiếc P-47 chắc chắn và trang bị vũ khí tốt. Nó chịu đựng được hư hại khá đáng kể mà vẫn có thể mang phi công quay về căn cứ.
Chiếc Thunderbolt cũng là một trong những chiếc máy bay bổ nhào nhanh nhất của cuộc chiến tranh - nó có thể đạt đến tốc độ 885 km/h (480 hải lý mỗi giờ, 550 dặm mỗi giờ). Thiếu tá Robert S. "Bob" Johnson mô tả kinh nghiệm bổ nhào chiếc tiêm kích lớn khi viết, "chiếc Thunderbolt rít lên và cắm xuống đất". Một số phi công P-47 từng cho rằng họ đã từng vượt qua bức tường âm thanh, nhưng các nghiên cứu sau đó cho thấy rằng do áp lực tích lũy bên trong ống Pitot ở tốc độ cao, tốc độ bay đã bị phóng đại quá mức.

### Hoạt động P-47 tại các nước khác

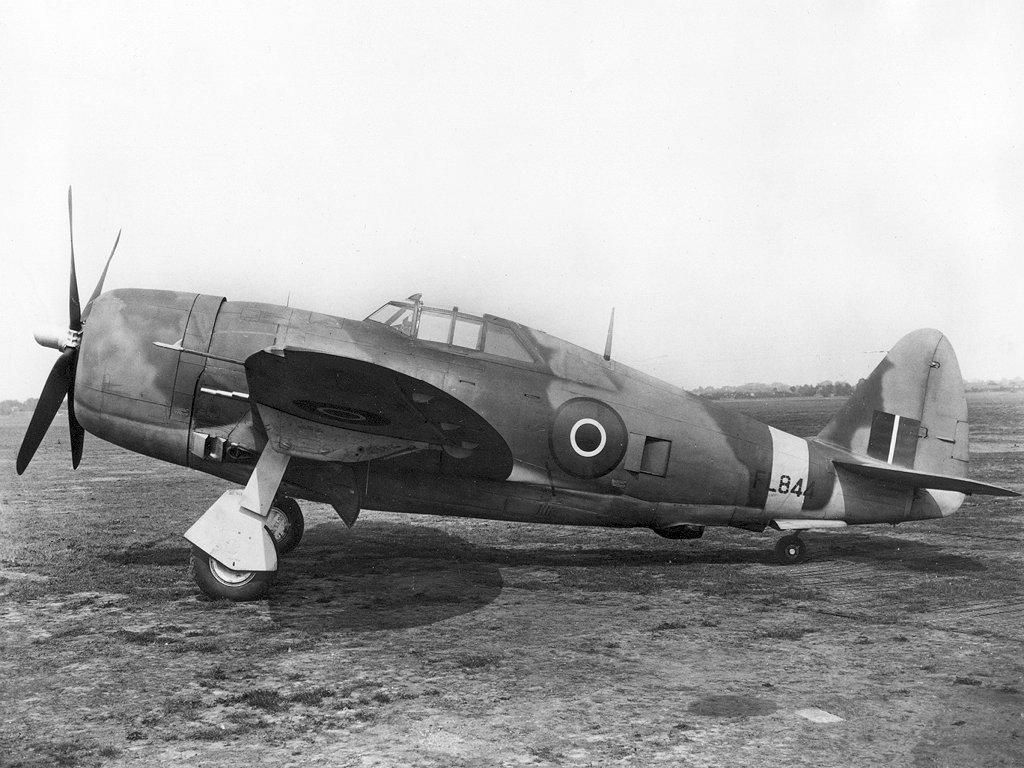
Republic P-47D Thunderbolt thuộc Không quân Hoàng gia Anh.

Chiếc P-47 được không lực nhiều nước Đồng Minh sử dụng trong Thế Chiến II. Không quân Hoàng gia Anh nhận được 240 chiếc P-47D kiểu "lưng dao cạo" mà họ đặt tên lại là "Thunderbolt Mark I," và 590 chiếc P-47D kiểu "nóc buồng lái bọt nước" được đặt tên là "Thunderbolt Mark II". Ngoại trừ một ít chiếc máy bay đánh giá, những máy bay này được Không quân Hoàng gia sử dụng tại Ấn Độ trong vai trò tấn công mặt đất chống lại lực lượng Nhật Bản tại Miến Điện. Chúng được vũ trang bom 227 kg (500 pound), và đôi khi với những đầu đạn rocket Anh RP-3 27 kg (60 lb). Những chiếc Thunderbolt tiếp tục phục vụ cho Không quân Hoàng gia đến tháng 10 năm 1946.
Lực lượng Quân đội Viễn chinh Brazil nhận được 88 chiếc P-47D và sử dụng chúng trong chiến đấu tại chiến dịch Italy. Vào năm 1945, Phi đội Tiêm kích 201 "Aztec Eagle" México sử dụng những chiếc P-47D trong thành phần của Không lực 5 Hoa Kỳ tại Philippines. Trong số 791 phi vụ được thực hiện nhằm chống lại lực lượng Nhật Bản, Phi đội 201 không bị tổn thất phi công hay máy bay nào do hoạt động của đối phương. Lực lượng Không quân Pháp Tự do nhận được 446 chiếc P-47D từ năm 1943, những máy bay này được sử dụng rộng rãi tại Pháp và Đức, rồi lại được sử dụng trong những năm 1950 trong cuộc Chiến tranh giành độc lập Algeria.
Tại Italy trong những năm 1943-1945, P-47 đã được tiếp đón như những kẻ thù trong những trận không chiến ác liệt. Trong các cuộc tấn công hủy diệt của máy bay ném bom Mỹ xuống Fiat vào ngày 25 tháng 4 năm 1945, những chiếc P-47 đã bắn rơi ba chiếc Fiat G.55 mà không bị thiệt hại, cho dù những chiếc máy bay tiêm kích Italy trước đó đã xoay xở bắn rơi nhiều chiếc máy bay ném bom. Trong một trận chiến khác vào mùa Xuân năm 1945, những chiếc P-47 đã bắn rơi năm chiếc G.55 và Macchi C.205V mà không thiệt hại chiếc nào. Sau chiến tranh, Không quân Italy (AMI) nhận được 75 chiếc P-47D-25 giao đến Liên đội 5, và thêm 99 chiếc khác đến Liên đội 51, những chiếc này được giao từ năm 1947 đến năm 1950. Từ năm 1953 chúng được thay thế bởi những chiếc F-84 Thunderjet. Kiểu P-47 không được phi công Italy ưa chuộng vì cho rằng chúng quá nặng và bảo trì tốn kém. Tuy vậy, sự ổn định, tải trọng nặng và tốc độ cao của nó được hoan nghênh. Quan trọng nhất là, chúng là một nền tảng tốt để chuyển loại sang những chiếc máy bay phản lực nặng hơn, bao gồm cả chiếc F-84 Thunderjet, khởi sự từ năm 1953.
Liên Xô cũng nhận được 203 chiếc P-47D. Những chiếc máy bay tiêm kích này được bố trí đến các đơn vị phòng không tầm cao tại các đô thị lớn ở hậu phương. Không giống như các đơn vị Tây Âu, Không quân Liên Xô không sử dụng những chiếc P-47 như máy bay cường kích, mà dựa vào những kiểu P-39, P-63, và chiếc máy bay Ilyushin Il-2 được sản xuất với số lượng rất nhiều của chính họ.

## Các nước sử dụng

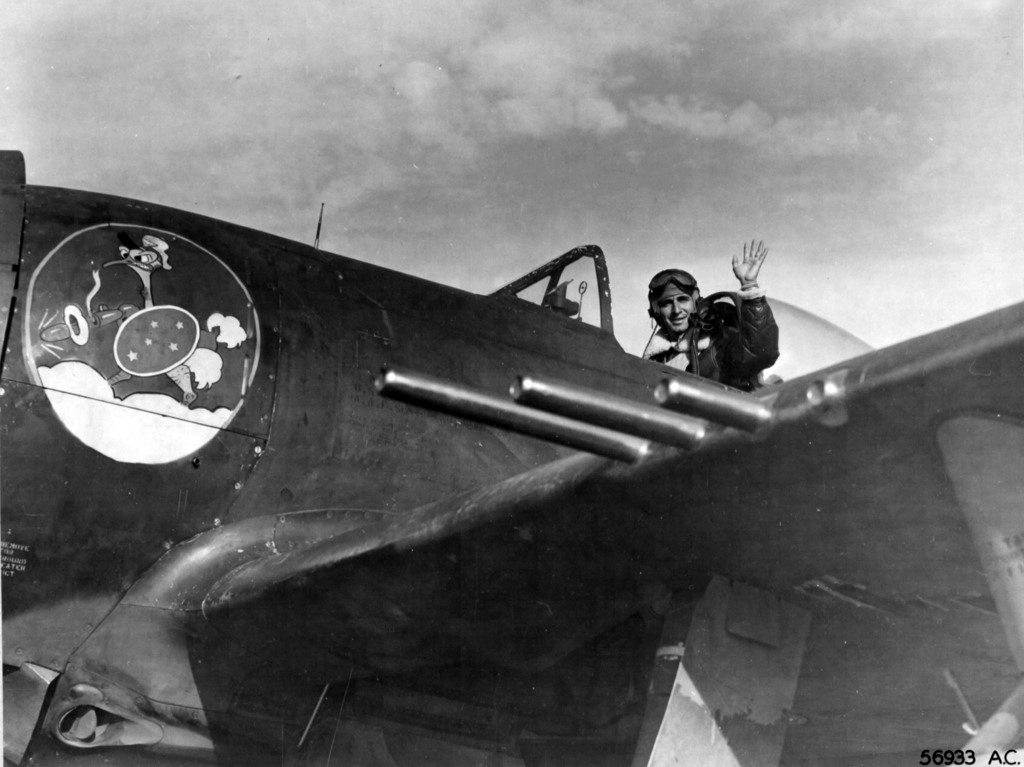
Phi công Brazil lái P-47 trong Thế Chiến II.

Bolivia
 Brasil
 Chile
 Đài Loan
 Colombia
 Cuba
 Cộng hòa Dominica
 Ecuador
 El Salvador
 Pháp
 ĐứcKhông quân Đức (sử dụng máy bay chiếm được)
 Honduras
 Iran
 Ý
 México
 Nicaragua
 Perú
 Bồ Đào Nha
 Liên Xô
 Thổ Nhĩ Kỳ
 Anh Quốc
 Hoa Kỳ
 Venezuela
 Nam Tư

## Đặc điểm kỹ thuật (P-47D Thunderbolt)

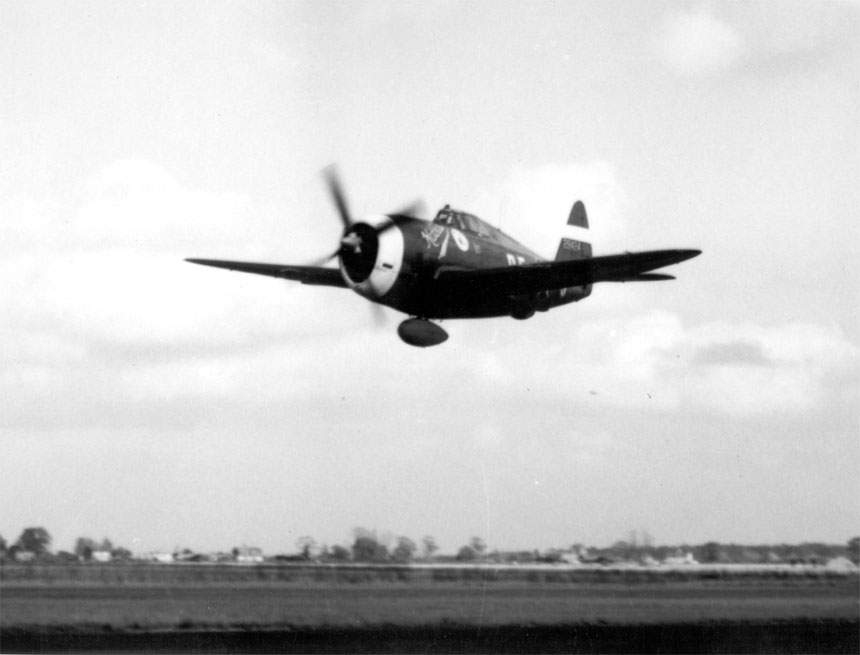
P-47D với thùng nhiên liệu phụ 75 gallon vứt được bên trên một sân bay.

### Đặc tính chung
- Đội bay: 1 người
- Chiều dài: 11,00 m (36 ft 1 in)
- Sải cánh: 12,44 m (40 ft 9 in)
- Chiều cao: 4,45 m (14 ft 7 in)
- Diện tích bề mặt cánh: 27,87 m² (300 ft²)
- Trọng lượng không tải: 4.536 kg (10.000 lb)
- Trọng lượng cất cánh tối đa: 7.935 kg (17.500 lb)
- Động cơ: 1 x động cơ hướng tâm Pratt & Whitney R-2800-59 18 xi lanh, cho công suất 2.535 mã lực (1.890 kW).

### Đặc tính bay
- Tốc độ lớn nhất: 685 km/h (426 mph) ở 9.145 m (30.000 ft)
- Tầm bay tối đa: 2.900 km (1.800 mi)
- Bán kính chiến đấu: 1.290 km (800 mi)
- Trần bay: 13.100 m (43.000 ft)
- Tốc độ lên cao: 15,9 m/s (3.120 ft/min)

### Vũ khí
- 8 x súng máy Browning M2 12,7 mm (0,50 in) và 3400 viên đạn (425 viên đạn 1 khẩu).
- 1.100 kg (2.500 lb) bom hoặc
- 10 x rocket không điều khiển HVAR 127 mm (5 in) trên cánh. (dùng để tấn công mặt đất).

## Nội dung liên quan

### Máy bay liên quan
- Republic P-43
- Republic XP-72

### Máy bay tương tự
- Focke-Wulf Fw 190
- Grumman F6F Hellcat
- Hawker Tempest
- Polikarpov I-185
- Vought F4U Corsair
- Mitsubishi A7M

### Trình tự thiết kế
P-44 -
XP-45 -
XP-46 -
P-47 -
XP-48 -
XP-49 -
XP-50 -

### Danh sách liên quan
- Danh sách máy bay chiến đấu
- Danh sách máy bay quân sự Hoa Kỳ
- Danh sách máy bay trong Chiến tranh Thế giới II
- Danh sách máy bay tiêm kích

Bản mẫu:Tuskegee Airmen